# 해오름해산
해오름해산(Haeoreum Seamount)은 울릉도 북동방 약170km지점에 있는 해산이다.

## 해양지명
수로업무법 제33조의4 제1항의 규정에 의거 해양지명위원회에서 심의·결정한 해양지명은 다음과 같다.
- 제정 해양지명 : 해오름해산
- 대표위치(WGS-84) : 38-12.5N 132-35E
- 범위 : 울릉도 북동방 약170km지점에 위치한 해산으로 정상부의 대표수심은 849m임.